# جان باتيست دو هامل
جان باتيست دو هامل (بالفرنسية: Jean-Baptiste Du Hamel)‏ هو رياضياتي وفيلسوف وبروفيسور وفيزيائي فرنسي، ولد في 11 يونيو 1624 في Vire ‏ في فرنسا، وتوفي في 6 أغسطس 1706 في باريس في فرنسا.